# Ibrahim Ghanem
Pour les articles homonymes, voir Ghanem.
Ibrahim Mahmoud Hamed Hassan Ghanem, né le 17 avril 1995 en Égypte, est un lutteur franco-égyptien pratiquant la lutte gréco-romaine.

## Carrière
Ibrahim Ghanem concourt d'abord sous les couleurs égyptiennes. Il est médaillé de bronze aux Mondiaux juniors de 2014 à Zagreb dans la catégorie des moins de 66 kg. Il remporte ensuite la médaille d'or dans la catégorie des moins de 66 kg aux Championnats d'Afrique de lutte 2015 à Alexandrie et la médaille d'argent dans la catégorie des moins de 71 kg aux Jeux africains de 2015 à Brazzaville. Aux Jeux mondiaux militaires d'été de 2015 à Mungyeong, il obtient la médaille de bronze dans la catégorie des moins de 75 kg. Il remporte ensuite la médaille d'or dans la catégorie des moins de 71 kg aux Championnats d'Afrique de lutte 2017 à Marrakech, battant en finale l'Algérien Akrem Boudjemline.
Il concourt depuis 2020 sous les couleurs de la France. Il perd en demi-finale des Championnats du monde de lutte 2022 contre l'Iranien Ali Arsalan (en), et est défait lors du match pour la médaille de bronze par l'Ukrainien Andrii Kulyk (en).
Il atteint la finale des moins de 72 kg aux Championnats d'Europe de lutte 2023 à Zagreb, assurant ainsi une première médaille en lutte gréco-romaine à la France depuis 2015 ; il se contente de la médaille d'argent, s'inclinant face à l'Azerbaïdjanais Ulvi Ganizadé.
Il remporte son premier titre mondial en septembre 2023 en moins de 72 kg et devient le quatrième Français à être champion du monde dans cette discipline.